# Mariage (Uhr)
Eine Mariage (französisch für ‚Hochzeit‘) bezeichnet in der Uhrmacherei eine Uhr, die aus mehr als einer Uhr zusammengesetzt wurde.

## Eigenschaften
Bei älteren Uhren werden gelegentlich manche Ersatzteile nicht mehr in Serienfertigung hergestellt, sondern müssen erst im Zuge einer Rhabillage einzeln neu angefertigt werden. Alternativ können Ersatzteile auch aus Uhren mit baugleichen oder baulich ähnlichen Teilen ersetzt werden, sofern keine Ersatzteile oder Uhrmacherwerkzeug zur Herstellung der Ersatzteile zur Verfügung sind. Bei einer Mariage wird versucht, die Funktionsfähigkeit einer Uhr auf Kosten einer oder mehrerer anderer Uhren zu verbessern. Da dabei Teile von mindestens zwei Uhren vereint werden, wird sowohl der Vorgang als auch das funktionsfähige Erzeugnis als Mariage bezeichnet.
War dieses Vorgehen früher meist lediglich praktisch bedingt, d. h. eine Uhr sollte wieder funktionsfähig sein oder verbessert werden, betrifft es heute meist Uhren die als Antiquitäten gehandelt werden. Im einfachsten Falle wird etwa ein einzeln vorliegendes altes Uhrwerk in ein anderes, ebenfalls altes Gehäuse eingesetzt; es gibt aber auch Fälle, in denen Uhren weitgehend aus ursprünglich nicht zusammengehörigen Teilen, bestehen, oft auch mit industriell nachproduzierten Teilen ergänzt. Auch werden im Handel besonders gefragte Merkmale nachträglich angebracht, so sind etwa Comtoise-Uhren mit gallischem Hahn in Sammlerkreisen besonders gesucht und werden daher mitunter entsprechend ergänzt. Auch einzeln erhalten gebliebene, an sich originale Namensplaketten oder Zifferblätter mit der Signatur bekannter Uhrmacher werden mitunter an anonymen Uhren montiert um einen höheren Verkaufspreis erzielen zu können. 
Mariagen und insbesondere Uhren mit baulich ähnlichen Ersatzteilen gelten nicht mehr als im Originalzustand befindlich, was sich in einer Wertminderung äußern kann. Das Verschweigen einer ihm bekannten Mariage durch den Verkäufer kann u. U. als Betrug gelten, im Einzelfall ist es jedoch oft schwierig zu beweisen, dass der Verkäufer diesen Mangel tatsächlich kannte. 
Der Begriff wird im Antiquitätenhandel und von Sammlern auch sonst für Objekte verwendet, die in späterer Zeit aus alten Einzelteilen neu zusammengesetzt wurden wie etwa Möbel.